# Gustave Gautherot
Pour les articles homonymes, voir Gautherot.
Gustave Gautherot, né le 29 mars 1880 à Pierrefontaine-les-Varans (Doubs) et mort le 24 février 1948 dans le 6e arrondissement de Paris, est un enseignant et homme politique français. Docteur ès lettres et professeur d'histoire à l'Institut catholique de Paris, il est l'auteur de divers ouvrages consacrés à des sujets historiques et politiques.

## Biographie
Gustave Gautherot est né à Pierrefontaine-les-Varans. Licencié en droit, il est reçu docteur ès lettres en 1907 avec sa thèse consacrée à la Révolution française dans l'ancien évêché de Bâle. Il consacra l'essentiel de ses travaux à la Révolution française, dans une optique royaliste et catholique, à une époque où l'école radicale, menée par Alphonse Aulard, exerçait son monopole à l'Université. En 1908, l'Académie française couronne son ouvrage La Démocratie révolutionnaire, mais cela ne suffit pas à lui permettre de sortir d'une certaine marginalité. Il milite dans les rangs des mouvements combattant la franc-maçonnerie, aux côtés de Copin-Albancelli. Mobilisé pendant la Première Guerre mondiale, il est blessé par des éclats d'obus le 7 juillet 1915 dans le secteur de la Tête à Vache. Après la guerre, il collabore à la Revue internationale des sociétés secrètes (RIIS) et devient le correspondant français de l'Entente internationale anticommuniste. Et également correspondant, comme codirecteur et rédacteur du périodique L’Orient, fondé à Beyrouth en 1924, étant un ancien officier au Détachement français de Palestine-Syrie. Il publie La Revue antibolchévique, qui change de titre pour devenir La Vague rouge (1926-1932), cette dernière un temps financée par Ernest Mercier, fondateur du Redressement français. À partir d'une documentation puisée dans la presse et les revues communistes, Gautherot élabore toute une série d'ouvrages visant à fournir des informations fiables sur l'idéologie, la stratégie et les méthodes communistes.
Le 8 avril 1927, il survola Paris en avion pour lancer un tract anticommuniste : « L'araignée bolchéviste tisse à travers le monde ses toiles perfides. [...] En Russie [...], elle a massacré des millions d'ouvriers et de paysans ; elle a réduit un vaste empire à la misère et au plus brutal des esclavages. »
Il s'engage aussi sur le terrain électoral et sera élu sénateur de la Loire-Inférieure, en 1932, et réélu en 1933.
Ayant voté les pleins pouvoirs au maréchal Pétain en juillet 1940, et après avoir exercé ses fonctions de sénateur jusqu'en décembre 1941, alors que la France collabore avec les nazis, il est déclaré inéligible à la Libération. Après la Seconde Guerre mondiale, il continue d'écrire contre ce qu'il considère comme un « complot communiste » avec l'ouvrage Derrière le rideau de fer. La vague rouge déferle sur l'Europe (1946).

## Publications
- Les Relations franco-helvétiques de 1789 à 1792, d'après les archives du ministère des Affaires étrangères. Thèse présentée à la Faculté des lettres de l'Université de Besançon, Paris, H. Champion, 1907, In-8°, 133 p.
- La Révolution française dans l'ancien évêché de Bâle, Thèse présentée à la Faculté des lettres de l'Université de Besançon, Paris, H. Champion, 1907, 2 vol. in-8° - Prix Thérouanne de l'Académie française en 1909
- L'Échange des otages. Thiers et Mgr Darboy, Paris, Plon-Nourrit, 1910, In-16, 255 p
- La Question de la langue auxiliaire internationale, Hachette, 1910, In-16, 319 p.
- L'Assemblée constituante : le philosophisme révolutionnaire en action, Paris, Beauchesne, 1911, In-16, 540 p.
- La Démocratie révolutionnaire. De la Constituante à la Convention, Beauchesne, 1912, In-16, 438 p.
- Le Vandalisme jacobin. Destructions administratives d'archives, d'objets d'art, de monuments religieux à l'époque révolutionnaire, Paris, G. Beauchesne, 1914. In-16, 368 p.
- L'agonie de Marie-Antoinette, Tours, 1914
- L'Épopée vendéenne (1789-1796), Tours, A. Mame et fils, in-8o, 560 p., Prix Marcelin Guérin  de l'Académie française en 1914
- Un demi-siècle de défense nationale et religieuse. Émile Keller (1828-1909), Évreux, impr. Ch. Hérissey ; Paris, impr.-libr.-éditeurs Plon-Nourrit et Cie, 1922, in-8o, 431 p.
- Le Général Sarrail, haut-commissaire en Syrie, Paris, éditions Spes, 17, 1925, in-8o, 36 p.
- Le Monde communiste, Paris, éditions Spes, 1925, in-8o, 260 p. Prix Fabien de l'Académie française en 1926
- Un gentilhomme de grand chemin. Le Maréchal de Bourmont (1773-1846), d'après ses papiers inédits, Paris, Presses universitaires de France, 1926, 478 p.
- Les Suppliciées de la Terreur, Paris, Perrin et Cie, 1926, In-16, 328 p.
- La conquête d'Alger, 1830 : d'après les papiers inédits du maréchal de Bourmont, commandant en chef de l'expédition (préface de Louis Bertrand, de l'Académie française), Paris-Lille, impr. A. Taffin-Lefort, 1927
- Septembre 1792. Histoire politique des massacres, Paris, Gabriel Beauchesne, 1927, In-16, 176 p.
- Le bolchevisme aux colonies et l'impérialisme rouge, Librairie de la revue française, 1930
- Le Communisme contre les paysans. Application du Plan quinquennal à l'agriculture, Paris, édition de la Vague rouge, 1931. In-16, 48 p.
- Le Complot communiste devant le Sénat (2 février 1937). Discours de MM. Gautherot, Léon Blum, Clamamus. Quelques commentaires, Fontenay-aux-Roses, impr. Louis Bellenand et fils, 1937, in-8o, 94 p.
- Guide pratique de la famille, Paris, G. Durassié, 1941. in-8o, 175 p.
- Derrière le rideau de fer, la vague rouge déferle sur l'Europe, Paris, Messageries Hachette (Impr. S.I.P.N.O.R.), 1946. in-8o, 200 p.,

## Distinctions

### Décorations
- Croix de guerre 1914–1918
- Médaille interalliée de la Victoire
- Médaille commémorative de la guerre 1914–1918
- Chevalier de la Légion d'honneur (décret du 10 octobre 1930)
- Ordre du Soleil levant

### Récompenses
- Prix Thérouanne, Marcelin Guérin, Thiers, Montyon et Fabien  de l’Académie française